# Стежару (Джурджу)
Стежару (рум. Stejaru) — село у повіті Джурджу в Румунії. Входить до складу комуни Сінгурень.
Село розташоване на відстані 24 км на південний захід від Бухареста, 38 км на північ від Джурджу.

## Населення
За даними перепису населення 2002 року у селі проживали 869 осіб. Рідною мовою 867 осіб (99,8%) назвали румунську.
Національний склад населення села:
| Національність | Кількість осіб | Відсоток |
| -------------- | -------------- | -------- |
| румуни         | 731            | 84,1%    |
| цигани         | 135            | 15,5%    |